# Новодворський повіт (Мазовецьке воєводство)
Новодворський повіт (пол. powiat nowodworski) — один з 37 земських повітів Мазовецького воєводства Польщі.
Утворений 1 січня 1999 року в результаті адміністративної реформи.

## Загальні дані
Повіт знаходиться у центральній частині воєводства.
Адміністративний центр — місто Новий-Двір-Мазовецький.
Станом на 1.01.2008 населення становить 76 088 осіб, площа 694,79 км².

## Демографія
Демографічні дані повіту станом на 30.06.2005:
|       | Всього | Всього | Жінки  | Жінки | Чоловіки | Чоловіки |
| ----- | ------ | ------ | ------ | ----- | -------- | -------- |
|       | осіб   | %      | осіб   | %     | осіб     | %        |
| Повіт | 75 742 | 100    | 38 826 | 51,3  | 36 916   | 48,7     |
| Міста | 38 250 | 100    | 19 825 | 51,8  | 18 425   | 48,2     |
| Села  | 37 492 | 100    | 19 001 | 50,7  | 18 491   | 49,3     |